# Llotja de Palma
La Llotja de Mercaders de Palma, a l'illa de Mallorca, és un edifici gòtic construït per Guillem Sagrera entre 1426 i 1447 per manament del Col·legi de la Mercaderia per a que fos la seva seu, però acabat per Guillem Vilasclar. D'ençà l'edifici a patit diverses restauracions, intervencions i modificacions, però la tipologia original es conserva bé. La façana de migjorn formava part de la muralla marítima de la ciutat i es reflectia dins la mar, de la qual es troba separada avui dia. És un dels principals edificis del gòtic civil de Balears i un dels millors d'Europa.

## Descripció

### Exterior
La planta de la Llotja de Palma és rectangular, d'acord amb els quatre trasts que té de llarg i els tres que té d'ample, tots amb coberta d'ogiva, ara cobertes amb teulada. Les quatre façanes són limitades per torres octogonals als cantons, que havien de tenir pinacles amb penells, i torretes (respaldes o bestorres) entre aquestes, dues a les façanes anterior i posterior i tres a les laterals, alineades amb les fileres de columnes interiors, de les quals fan de contraforts. De les torretes surten sengles grans gàrgoles, obra de Guillem Sagrera, amb forma d'animals (lleons i dracs), de la boca d'un dels quals surten les paraules "O com es fret" (Oh, com és fred, és a dir, quin fred que fa!).
A la façana de llevant hi ha el portal major dividit en dos per un mainell, com al portal del Mirador i a la de l'Almoina de la Seu de Mallorca, com a Sant Nicolau de Palma i com a Sant Domingo, enderrocat al s. XIX. En el timpà hi ha una gran i magnífica escultura de l'Àngel Custodi de la Mercaderia, amb capa i una filactèria amb la llegenda Defenedors de la Mercaderia, seguint l'estil de l'àngel de la processó de l'Àngel Custodi de la ciutat de València.
A la façana de ponent hi ha un portal més petit, al timpà del qual hi ha una escultura de la Mare de Déu amb el Bon Jesús, d'estil borgonyó. A la cara exterior de cadascuna de les torres dels cantons hi ha una escultura amb la imatge del sant que dona nom a l'església més propera (Santa Caterina d'Alexandria, per la capella de l'hospital i orfenat a qui estava dedicada; Sant Joan, per Sant Joan de Malta, amb una imatge esculpida seguint l'estil de Claus Sluter; Sant Nicolau de Bari, desaparegut, per la capella de Sant Nicolau de Portopí; i Santa Clara, pel monestir del nom d'aquesta santa; totes damunt mènsules de l'estil de Jean de Valenciénnes.

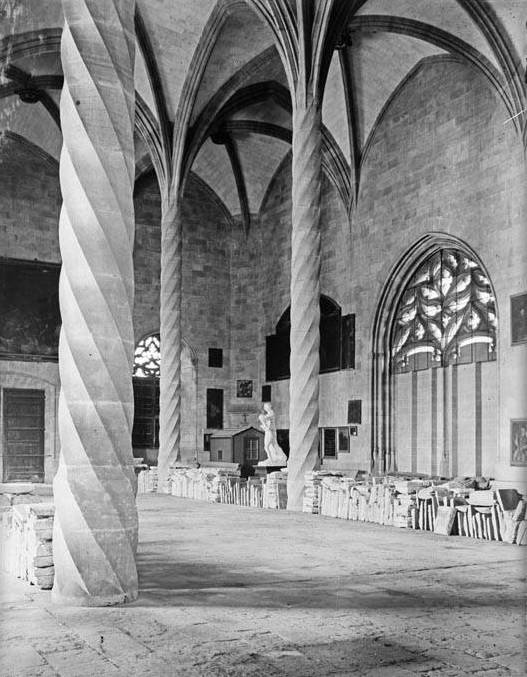
La Llotja dels Mercaders en una imatge d'entre 1880 i 1926

Al mig de la façana de migjorn hi ha dos grans finestrals. A la façana de tramuntana hi ha dos grans portals bessons, de menys qualitat, obra de Guillem Vilasclar o d'un dels descendents de Guillem Sagrera. Entre aquests dos portals i entre els dos finestrals de la banda de la mar manca una escultura d'un àngel.

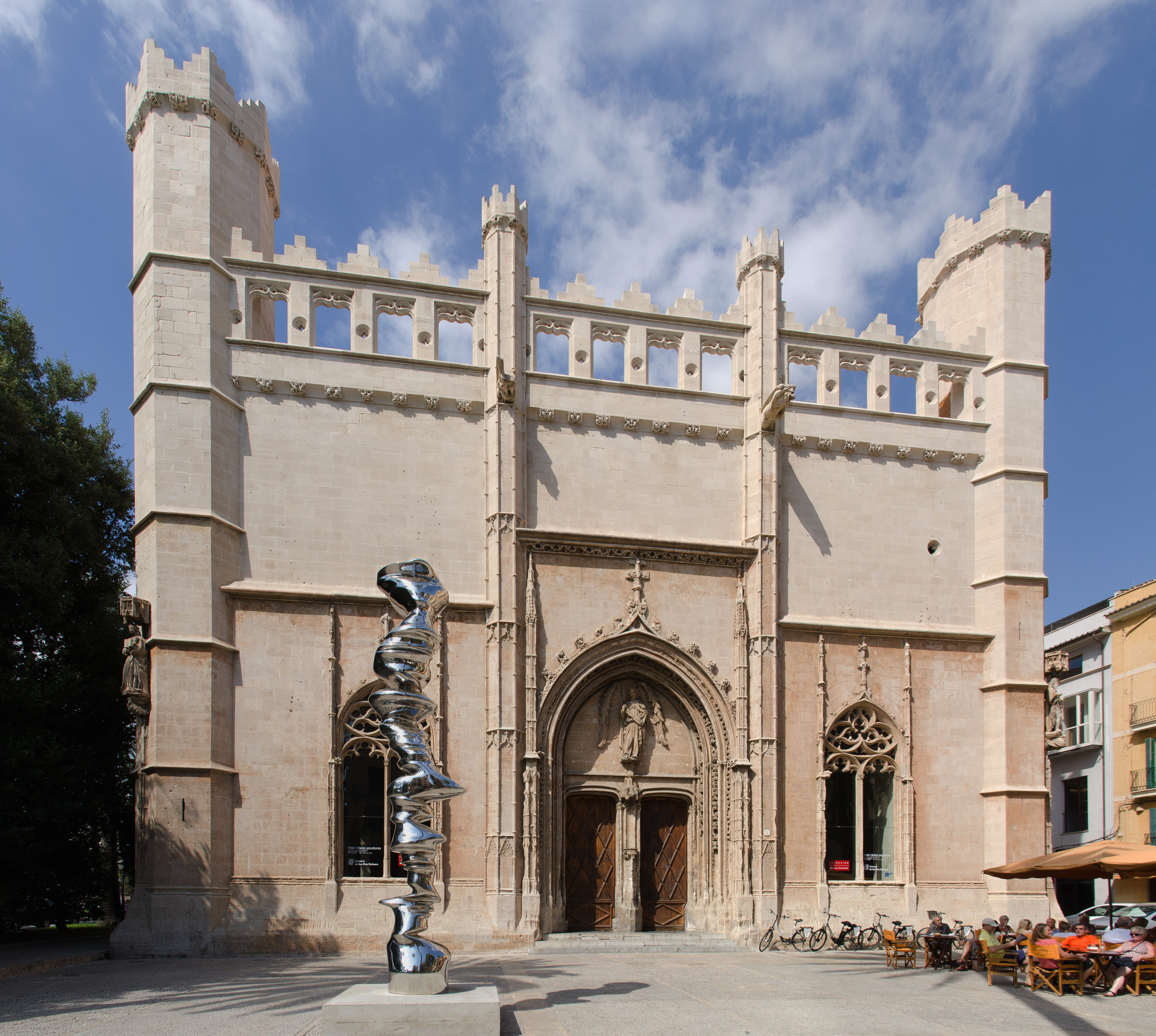
La Llotja, façana.

El coronament, de baix a dalt, és format per un mensulat, uns finestratges calats i un emmerletat, interromputs per les bestorres. El mensulat és compost de vuit permòdols per tirada entre bestorres, coberts amb decoració vegetal. A continuació ve l'ampit tirat de la galeria de finestratges, el qual s'acaba amb una motllura que constitueix l'acabament exterior del replanell de les finestres, les quals uneix. Damunt els finestratges hi ha una motllura germana d'aquesta, que fa de separació amb l'emmerletat. El coronament afinestrat és format per una galeria de quatre finestres, claraboies als documents, obertes entre les bestorres i entre aquestes i les torres. Les finestres es troben separades pel que els documents de l'època anomenen pilarets. Aquests, malgrat el seu nom, no ultrapassen la part superior dels finestratges, no són de planta quadrada, no tenen cap basament ni capitell i estan decorats amb un petit rosetó quadrifoli trepat a mitjan altura entre el replanell i el començament de l'ornamentació dels finestratges. Aquests rosetons només són mitjos ran de les bestorres de la façana anterior i posterior. Pel que fa a aquesta ornamentació superior, és bocellada, conopial, trepada per un ull a cada banda situat al costat de l'eix de simetria.
L'emmerletat és constituït per tres merlets catalans, escalonats, entre torre i bestorre i entre aquestes, i per mig merlet ran de cada torre i de cada bestorre. L'eix dels merlets sencers coincideix amb el del rosetó dels pilarets i l'alçada i l'amplada dels graons dels merlets és igual a la separació entre ells. Les torres i bestorres són coronades per merlets del mateix estil que els esmentats. L'eix d'aquests merlets, però, coincideix amb cadascun dels vuit caires de les torres i de les bestorres, que són octogonals, i el punt mitjà entre merlet i merlet està situat al mig de cada cara de la torre (hi ha, doncs, vuit merlets a cada torre i a cada bestorre). I encara hi ha més diferències, perquè els merlets de les bestorres són més estrets, més poc separats i tenen només un escaló, unes característiques proporcionades amb l'amplada i l'alçada de les bestorres que coronen, inferiors a les de les torres.

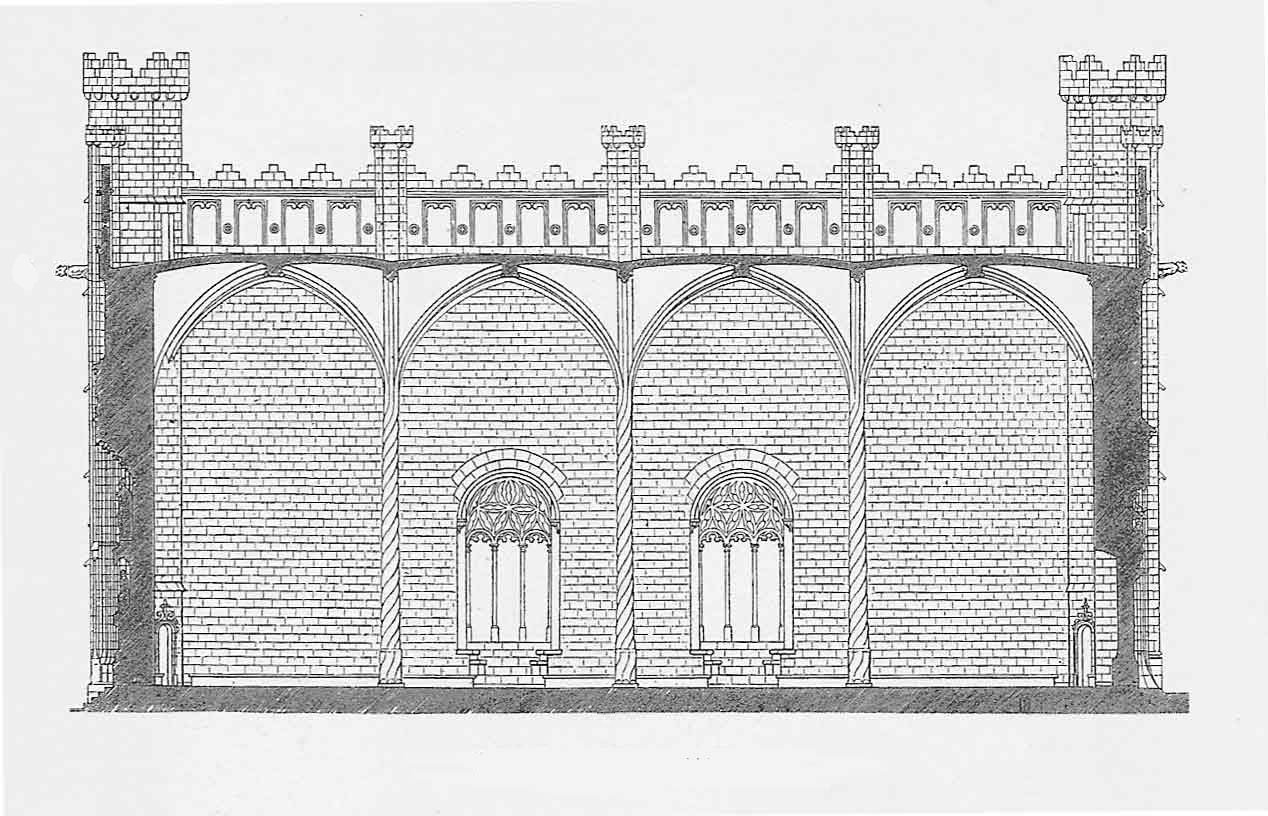
Secció de la Llotja (Arxiduc Lluís Salvador, Die Balearen).

Tant els merlets de les torres com els de les bestorres surten dels murs, perquè es troben damunt un sistema de permòdols semblant al que aguanta la primera motllura del coronament, la qual cosa fa que sembli que hi ha matacans. Això també s'esdevé en el coronament de finestratges, l'ampit dels quals sobresurt damunt els permòdols citats.
L'aspecte de fortificació que aquest record dels matacans i els merlets donen a l'edifici, és el complement lògic de les torres dels cantons, que fins i tot tenen sageteres per a il·luminar els replans de les escales de l'interior. La planta octogonal d'aquestes torres és la mateixa que la de les torres de l'antiga façana de la Seu de Mallorca i de les columnes que separen les naus interiors. Aquesta planta fou imitada a la façana de Sant Nicolau de la ciutat de Mallorca i a la de diferents esglésies parroquials i conventuals de la part forana de Mallorca. És també la planta de les torres del portal del monestir de Poblet i de les torres de Serrans de València, hexagonals per la integració en la murada, pel que fa a construccions civils. I es troba també a les torres de Santa Maria del Mar, dels campanars de la Seu i de la capella de Santa Àgata de Barcelona i del monestir de Pedralbes, a més d'altres edificis religiosos del Principat.

### Interior

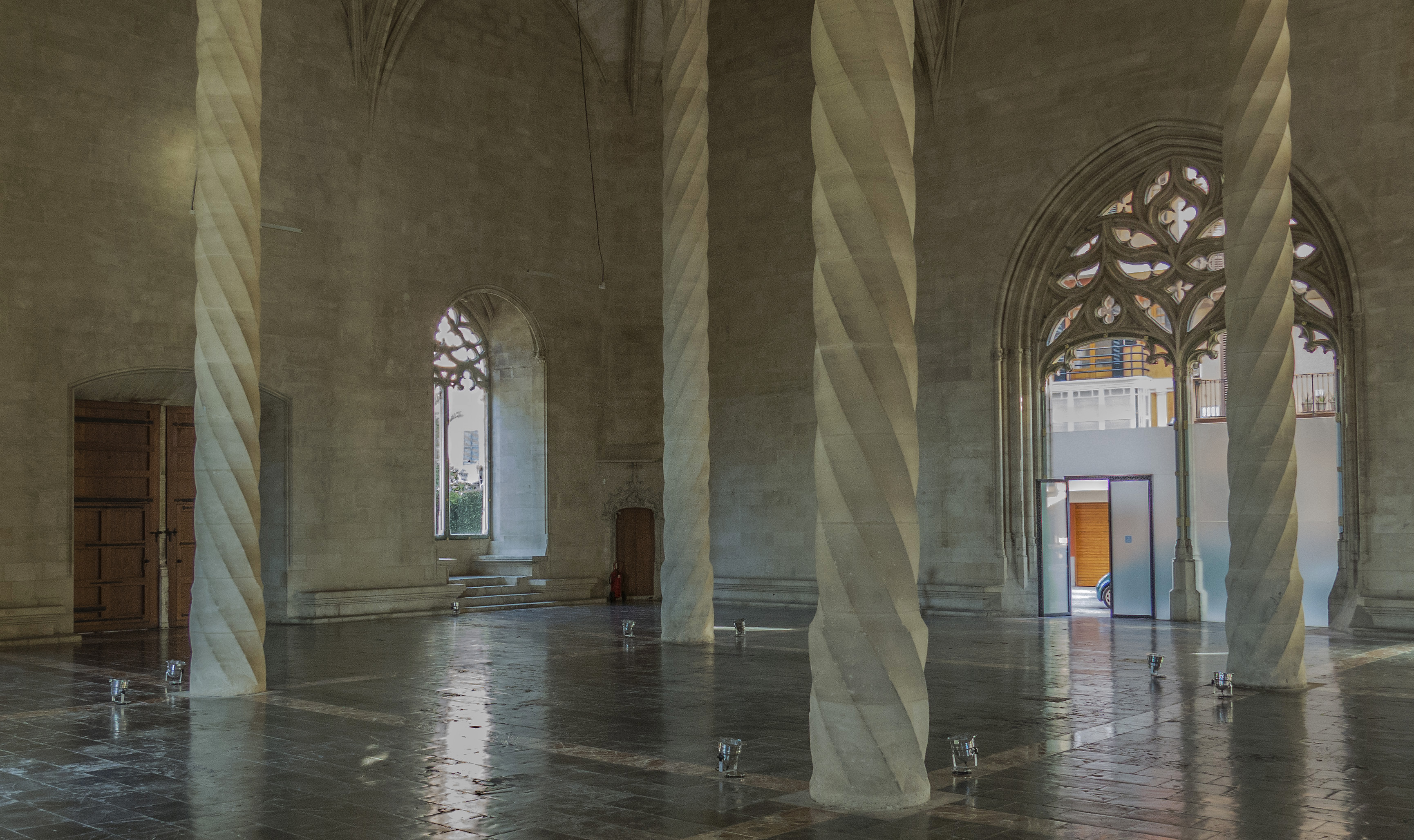
Interior de la Llotja de Palma

L'interior de la Llotja és format per tres naus de la mateixa alçària separades per sis columnes helicoidals primes sense capitell, que foren imitades a la llotja de València, a l'església de Sant Jaume de Villena i a la base de la torre de San Giorgio del Castel Nuovo de Nàpols, també obra de Guillem Sagrera. Tampoc no hi ha culs de llàntia als murs, per rebre els nervis de les voltes, sinó que aquests, a l'estil de Guillem Sagrera, surten directament del pla del mur, com a la sala capitular de la Seu de Mallorca i a la gran sala del Castel Nuovo de Nàpols, del mateix autor. Les claus de volta ostenten escuts caironats amb els Quatre Pals reials als trasts de la nau central i l'escut de la ciutat de Mallorca, també caironat, als trasts laterals, tots amb la policromia i l'or original. Al mig de la façana de migjorn s'obren dos grans finestrals. A cada banda del portal major i del de la façana contrària hi ha dos finestrals amb volta de creueria i un pedrís a cada banda, com el que volta el mur interior de tota la sala. A cada racó en xamfrà hi ha una porta petita amb un arc conopial, decorat amb la imatge d'un dels quatre evangelistes, estil imitat en les portes d'alguns estudis de casats de la ciutat. D'aquestes portes, només les de la banda de la mar donen a una magnífica escala de caragol per pujar a la terrada.